# SRBM
En SRBM (Short-Range Ballistic Missile) er et kortrækkende ballistisk missil, der ifølge INF-aftalen mellem Sovjetunionen og USA fra 1987 blev defineret som missiler, hvis rækkevidde lå mellem 500 og 1.000 kilometer. Siden 1996 er det blevet normalt at definere SRBM som missiler med en rækkevidde på mellem 150 og 800 kilometer.
Raketter med mindre rækkevidde end 150 km bliver også omtalt som battlefield short-range ballistic missiles (BSRBM), hvortil de russiske SS-21 Scarab-raketter, de pakistanske Hatf-1-raketter eller det nye amerikanske GMRLS (Guided Multiple Launch Rocket System) tilhører.
De berømteste kortrækkende missiler er:
- V2-raket, (Nazityskland)
- SS-1 Scud, (Sovjetunionen)
- CSS-6, CSS-7, CSS-8, (China)
- SS-23 Spider, SS-26 Stone, (Rusland)
- ATACMS, (USA)
- Prithvi-1, Prithvi-2, Prithvi-3, (Indien)
- Hatf-2 (Abdali), Hatf-3 (Ghaznavi), Hatf-4 (Shaheen 1), (Pakistan)
- Zelzal-3 (Iran)

## Ekstern henvisning
Definition i Artikel 2 § 6 fra INF-aftalen